# ホワットエヴァー・ユー・ウォント
| 専門評論家によるレビュー | 専門評論家によるレビュー |
| レビュー・スコア         | レビュー・スコア         |
| 出典                     | 評価                     |
| ------------------------ | ------------------------ |
| Allmusic                 | [ 1 ]                    |
| Smash Hits               | 7½/10                    |

『ホワットエヴァー・ユー・ウォント』 (Whatever You Want) は、イギリスのロックバンド、ステイタス・クォーが1979年にリリースした12枚目のスタジオ・アルバム。

## 解説
タイトルトラックを含む10曲が収録されている。ピップ・ウィリアムズのプロデュースによる作品としては3作目。このアルバムのレコーディングは、オランダのヒルフェルスム ・スタジオにて1978年12月に開始され、最終的なミキシングがロンドンで完成したのは、1979年3月である。アルバムは1979年10月12日にリリースされ、1979年10月20日にチャート入り、最高位は4位となった。アルバムからの最初のシングル「ホワットエヴァー・ユー・ウォント」は、9月14日にリリースされ、最高位は3位まで上昇した。B面は「Hard Ride」である。セカンド・シングルは、「リビング・オン・アン・アイランド」で、B面曲は「Runaway」。このシングルは1979年11月16日にリリースされ、16位に達した。
アルバムはアメリカ市場向けにリミックスされ、『ナウ・ヒア・ディス』というタイトルのもと、1980年にアメリカでリリースされた。このヴァージョンは、どの国でもCD化されなかった。「ホワットエヴァー・ユー・ウォント」と「リビング・オン・アン・アイランド」は、USリミックス・ヴァージョンに置き換えられている。

## 再発売
アルバムは、1991年に、『ジャスト・サポージン』とまとめてCD形式でリリースされた。2枚のアルバムを1枚のディスクに収録しているが、「High Flyer」は除かれている。（『ジャスト・サポージン』収録の「The Wild Ones」も同様。）
アルバムはデジタルリマスター盤として2005年にCD形式でリリースされた。イギリスのマーキュリー・レコードから2005年3月7日に最初にリリースされ、続いてアメリカなどでユニバーサル・レコード・インターナショナルにより、2005年7月12日にリリースされた。

## 収録曲
1. "Whatever You Want"
演奏時間: 4:04、作曲: パーフィット、ボウン
2. "Shady Lady"
演奏時間: 3:00、作曲: ロッシ、ヤング
3. "Who Asked You"
演奏時間: 4:00、作曲: ランカスター
4. "Your Smiling Face"
演奏時間: 4:25、作曲: パーフィット、ボウン
5. "Living on an Island"
演奏時間: 4:48、作曲: パーフィット、ヤング
6. "Come Rock with Me"
演奏時間: 3:15、作曲: ロッシ、ベーニー・フロスト
7. "Rockin' On"
演奏時間: 3:25、作曲: ロッシ、フロスト
8. "Runaway"
演奏時間: 4:39、作曲: ロッシ、フロスト
9. "High Flyer"
演奏時間: 3:47、作曲: ランカスター、ヤング
10. "Breaking Away"
演奏時間: 6:44、作曲: ロッシ、パーフィット、ボウン

### 2005年リイシュー盤ボーナスとラック
1. "Hard Ride"
作曲: ランカスター、グリーン
2. "Bad Company"
作曲: ピップ・ウィリアムズ、ピーター・ハッチンズ
3. "Another Game In Town (demo)"
作曲: ロッシ、フロスト
4. "Shady Lady (demo)"
作曲: ロッシ、ヤング
5. "Rearrange (demo)"
作曲: ロッシ、フロスト
6. "Living On An Island (single version)"
作曲: パーフィット、ヤング

## パーソネル
- フランシス・ロッシ - ギター、ヴォーカル
- リック・パーフィット - ギター、ヴォーカル
- アラン・ランカスター - ベース、ヴォーカル
- ジョン・コーラン - ドラム
- アンディ・ボウン - キーボード